# Cassiana malacella
Cassiana malacella är en fjärilsart som beskrevs av Dyar 1914. Cassiana malacella ingår i släktet Cassiana och familjen mott. Inga underarter finns listade i Catalogue of Life.